# Literatura helenística
A partir de las conquistas de Alejandro Magno la civilización griega se extiende y perpetúa por todo el Mediterráneo Oriental y el idioma griego toma protagonismo en la cultura. La literatura helenística comprende el periodo mencionado, más el periodo llamado romano, cuando Grecia y muchos de los reinos helenísticos se convierten en provincias romanas. Después del emperador Justiniano I, la literatura griega helenística se refugia en Bizancio donde se mantendrá durante toda la Edad Media con obras de poco valor, hasta 1453 con la toma de Constantinopla por los otomanos.

## Características
El idioma griego se convirtió en lengua universal de la cultura a partir de las conquistas de Alejandro Magno en su forma conocida como koiné o lengua común que sustituyó al dialecto ático de Atenas que se había impuesto en el mundo clásico debido al esplendor intelectual de esta ciudad. La koiné se convirtió también en la lengua literaria que fue usada entre los hombres educados de Grecia, Egipto, Palestina, Asia Menor, Sicilia y el sur de Italia. 
Se advierte sin embargo en la literatura de esta época una falta de originalidad creadora, especialmente en el campo de la poesía y la especulación filosófica. En cambio florecen las grandes bibliotecas (Alejandría y Pérgamo sobre todo), los museos (el equivalente a las actuales academias o universidades) donde se da un gran impulso a la Historia y la Filosofía. En el género del teatro languidece la tragedia por falta de apoyo de grandes poemas épicos, agotados y faltos de tradición desde hacía ya tiempo, mientras que hay un resurgir de la comedia griega con el nombre de comedia nueva.
Por su parte, Roma, admiraba y se dejaba influenciar por la cultura griega y educaba a sus hijos con libros y pedagogos helenos. Algunos altos personajes escribían en lengua griega, como el emperador Marco Aurelio que escribió un libro que se ha querido comparar con el Evangelio, al que se conoce como El evangelio de los paganos. Con esta misma lengua, koiné, se propagó el cristianismo y es la lengua de los primitivos Padres de la Iglesia. 
Dentro de esta gran etapa de literatura helenística se diferencian dos periodos: periodo alejandrino y periodo romano.

## Periodo alejandrino
Tuvo su foco cultural en Alejandría con la creación de la gran biblioteca y el museo. Eruditos como Calímaco y Aristarco de Samotracia dejaron para la posteridad un gran compendio de saber filológico y gracias a ellos ha llegado hasta nuestros tiempos todo lo relacionado con la Grecia clásica.
Aparece la figura de Apolonio de Rodas con su obra Argonáuticas sobre la expedición de Jasón y los argonautas en busca del Vellocino de oro, obra que tuvo un gran éxito en su época. Pero es casi la única composición aceptable dentro de la poesía épica. Tanto la poesía épica como la tragedia fueron en declive, mientras que la comedia desarrolló un renacer con la llamada comedia nueva, en contraposición con la comedia antigua que tanto había abusado de las sátiras personales que, después de la guerra del Peloponeso llegó a prohibirse toda alusión a personajes públicos.

### Autores

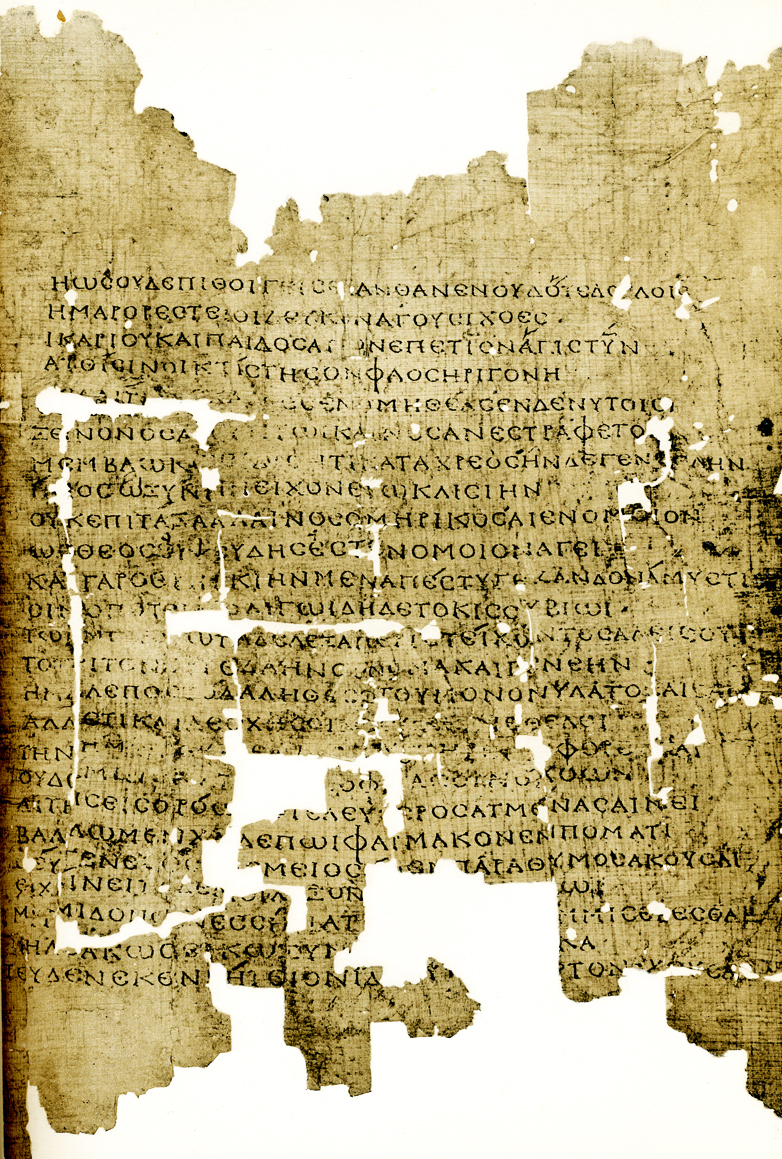
Papiro conteniendo el Aetia de Calímaco

- Papiro conteniendo el Aetia de CalímacoCalímaco (310-240 a. C.) fue uno de los mejores de este periodo, autor de elegías y epigramas. Su obra más conocida es A la cabellera de Berenice cuyo tema es sobre la consagración que hizo la reina Berenice a la diosa Afrodita, a quien ofreció su cabellera con la petición de que hiciera posible el regreso de su marido Ptolomeo Evergetes, vivo y vencedor. El escritor romano Catulo popularizó esta obra con una nueva versión. Calímaco es además el autor del Catálogo de escritores griegos. Era el director de la Biblioteca de Alejandría y tuvo acceso a todos sus libros.
- Teócrito (310-260 a. C.), siciliano que cultivó el género de poesía pastoril. En su obra Idilios (poemitas, en griego), presenta escenas de la vida campestre, en ocasiones dialogadas, escritas con gran delicadeza y sencillez. Este género tuvo un gran éxito entre sus contemporáneos y hubo otros autores menores que lo cultivaron. Virgilio fue el gran continuador e imitador con su obra Bucólicas y a Virgilio le imitaron grandes escritores del Renacimiento.

### La comedia nueva
A partir de dicha prohibición los autores de comedia se dedicaron a ridiculizar vicios genéricos e individuos anónimos. Surge con ellos la denominada por los antiguos, comedia nueva, dentro del género cómico, con un estilo más fino que en épocas anteriores y que se fue extendiendo hasta Macedonia en la época de Filipo II. Este rey, amante de todo lo que fuese cultura griega, se valió de las representaciones de comedias para celebración de sus victorias, en especial después de la toma de Olinto. Su hijo Alejandro Magno hizo lo mismo, y fue muy celebrada la representación de una comedia después de la toma de Tebas. Las comedias se fueron extendiendo por todo el Oriente helenístico.
El autor más representativo fue Menandro, imitado y traducido por los escritores latinos Plauto y Terencio.

### La poesía

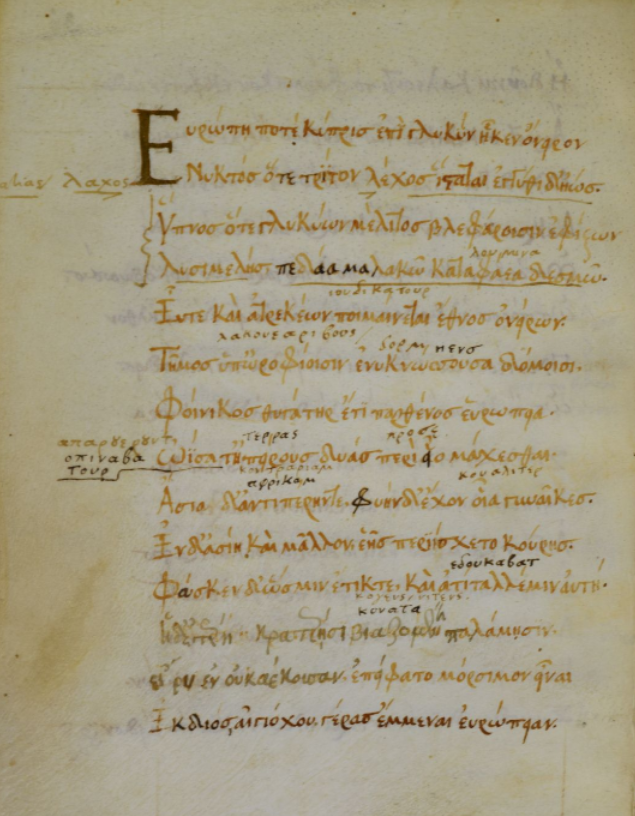
Poema de Mosco de Siracusa. Página de un manuscrito bizantino del.

La poesía épica apenas tiene importancia pero la poesía pastoril o bucólica (boucoloi, pastores) alcanza un gran desarrollo con las obras de Teócrito, Bión y Mosco. Se cultiva mucho el breve epigrama, de estilo muy refinado y concentración casi perfecta, género en que destaca especialmente el poeta alejandrino Calímaco. Hay un breve resurgir de la epopeya con la obra de Apolonio de Rodas, pero son en general obras cortas, desestimando los largos poemas de antaño. Otra característica es la desaparición del acompañamiento musical que se sustituye por la musicalidad de la propia métrica.

### Los historiadores
Los historiadores se dedicaron con gran entusiasmo a narrar los sucesos de Grecia, Oriente y Occidente. Más tarde, muchos de ellos sintieron un gran interés por los acontecimientos y evolución de la conquista romana. Ninguno de ellos llegó  a la erudición y grandiosidad de los historiadores de la Grecia clásica (Heródoto, Tucídides y Jenofonte), pero bien es verdad que sus aportaciones fueron fuentes para el estudio de futuros historiadores.

## Periodo romano
Es la época en que Grecia y los reinos helenísticos se van convirtiendo en provincias romanas. Destacan los escritores Polibio, Plutarco, Luciano y los cristianos Orígenes y Padres de la Iglesia.

### Autores
- Polibio: de su obra titulada Historias, se han conservado varios libros. Acompañó a Publio Cornelio Escipión Emiliano en sus campañas militares.
- Plutarco es quizás el escritor más distinguido de la historiografía griega; su obra principal es Vidas paralelas donde narra 50 biografías de griegos y romanos ilustres, presentadas de dos en dos, según los rasgos o actividades semejantes que el autor cree vislumbrar entre ellos. Esta obra tiene un interés didáctico y moral. A veces la exactitud histórica es convenientemente sacrificada con tal de que sus personajes se muestren como modelos de conducta a seguir. Las semejanzas entre el personaje griego y el romano se trastocan y manipulan en bastantes ocasiones. Las obras de Plutarco fueron estudiadas y tomadas como referencia por casi todos los escritores del Renacimiento.

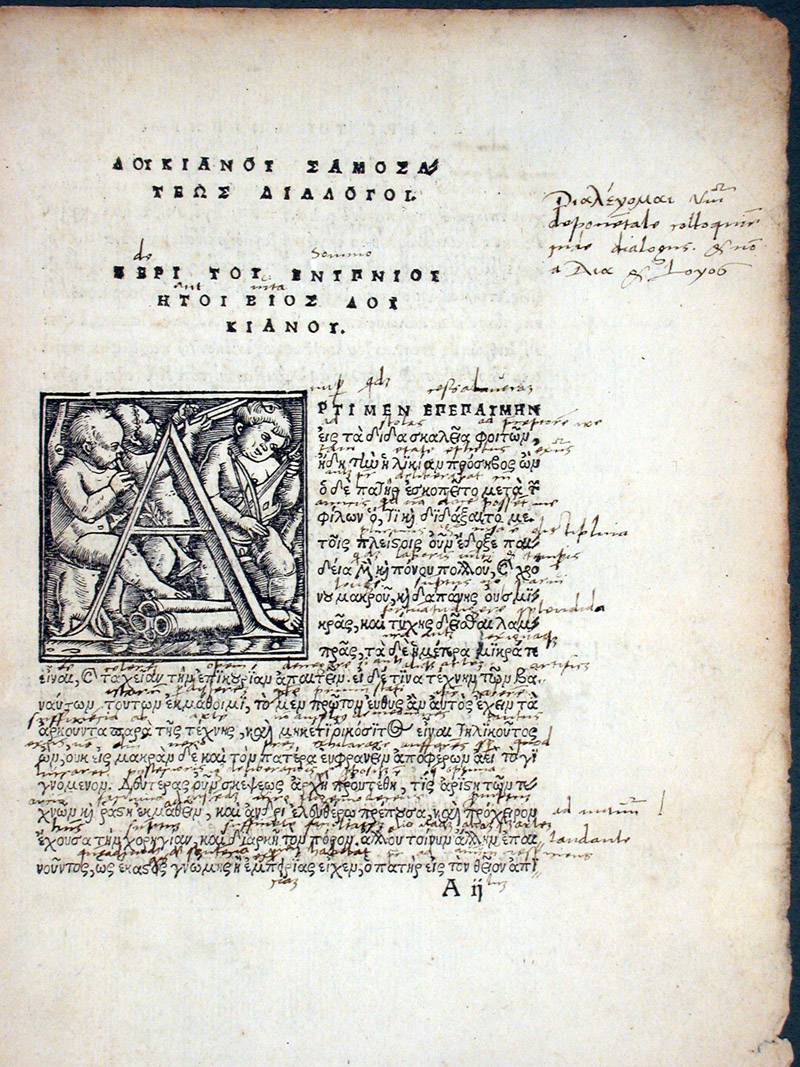
Somnium de Luciano de Samosata.

- Luciano, natural de Samosata en Comagene del Éufrates, nació hacia el año 117 d. C., en un entorno de habla aramea y fue educado en la cultura griega. Utiliza para sus escritos la lengua ática. Fue un gran conocedor de todas las escuelas filosóficas, aunque nunca perteneció a ninguna. Se le considera el último de los escritores clásicos de la época helenística. Abarca temas diversos de religión, supersticiones, filosofía y costumbres, dando siempre una visión cómica y aparentemente poco profunda de la sociedad de su tiempo. Su obra más conocida es Historia verdadera, una parodia humorística en que expone mucha fantasía con un viaje de exploración a la Luna en un barco que es arrastrado por una tromba de agua. Con este relato Luciano se manifiesta como uno de los precursores de la Ciencia ficción. Es satírico y burlón; su obra sirvió como fuente de inspiración a escritores satíricos posteriores de la talla de Rabelais, Jonathan Swift, Edmond Rostand y otros. Entre los escritores españoles es Quevedo quien más le cita.

### Escritores cristianos
Muchos escritores cristianos se sirvieron de la lengua griega para diversos temas: apologías, exégesis, teología, etc. Uno de los autores más prolíficos fue Orígenes, seguido de San Basilio y el orador y escritor Juan Crisóstomo.